# Wenzhou Longwan International Airport

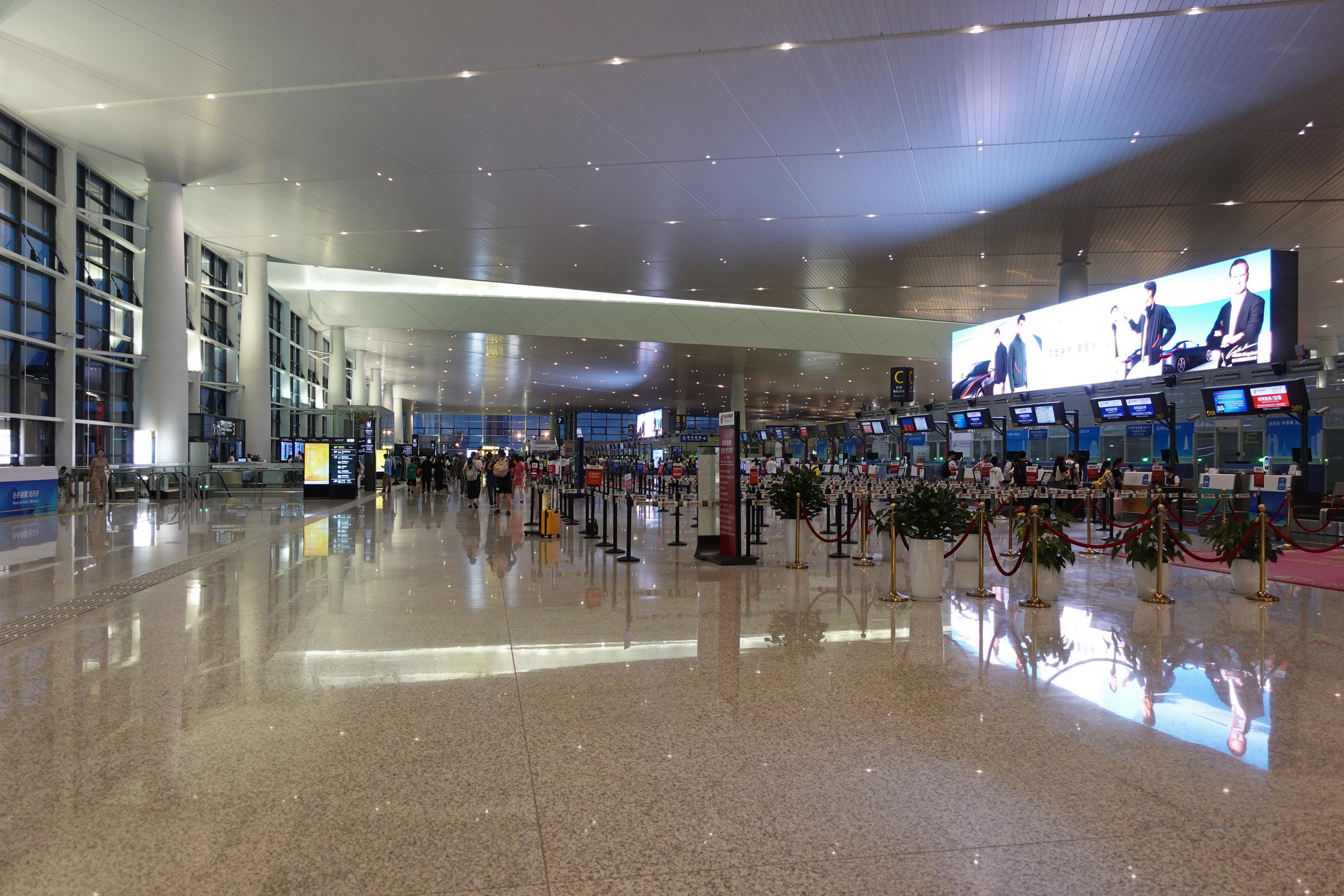

De Wenzhou Longwan International Airport (Chinees: 温州龙湾国际机场, Hanyu pinyin: Wēnzhōu Lóngwān Guójì Jīchǎng) (IATA-code: WNZ, ICAO-code: ZSWZ) is een vliegveld 24 km ten zuidoosten van het centrum van Wenzhou, in de provincie Zhejiang in China. In 2023 had Wenzhou Longwan Airport met 93.364 vliegbewegingen 11.688.220 passagiers en 106.058 ton cargo.
De luchthaven werd op 12 juli 1990 geopend. De bouwkosten bedroegen RMB 132,5 miljoen en werden gefinancierd door de gemeentelijke overheid van Wenzhou. Vroeger de Wenzhou Yongqiang Airport, kreeg de luchthaven op 25 april 2013 zijn huidige naam.